# Cubaris harsadiensis
Cubaris harsadiensis är en kräftdjursart som beskrevs av Barnard 1940. Cubaris harsadiensis ingår i släktet Cubaris och familjen Armadillidae. Inga underarter finns listade i Catalogue of Life.